# Estatuto do indígena
O Estatuto do Indígena  é o termo utilizado para definir os direitos, mas sobretudo os deveres, dos indígenas das colónias portuguesas, expressos em vários diplomas legais.
O primeiro foi o Estatuto Político, Social e Criminal dos Indígenas de Angola e Moçambique, de 1926, o Acto Colonial de 1930, a Carta Orgânica do Império Colonial Português e Reforma Administrativa Ultramarina, de 1933 e finalmente o Estatuto dos Indígenas Portugueses das Províncias da Guiné, Angola e Moçambique, aprovado por Decreto-lei de 20 de Maio de 1954 , e que era uma lei que visava a "assimilação" dos indígenas na cultural colonial (ocidental). O estatuto foi abolido em 1961- por efeito do Decreto-Lei n.º 43893, de 6 de setembro - no ensejo das reformas introduzidas por Adriano Moreira quando foi Ministro do Ultramar, com o objectivo de permitir aos indígenas um acesso mais fácil e abrangente à cidadania portuguesa e aos direitos a ela inerentes.
Até à introdução do Estatuto e, de uma forma geral, os indígenas não tinham virtualmente nenhuns direitos civis, ou jurídicos, nem cidadania. Com a nova lei ficavam estabelecidos três grupos populacionais: os indígenas, os assimilados e os brancos. Para a passagem era necessário demonstrar um conjunto de requisitos (como saber ler e escrever, vestirem e professarem a mesma religião que os portugueses e manterem padrões de vida e costumes semelhantes aos europeus, por exemplo) que os indígenas teriam de alcançar para obter o estatuto de "assimilado" e poderem usufruir dos direitos que estavam vedados aos indígenas não assimilados.